# Iapetus (satelit)
Iapetus (/i.a'pe.tus/) este un satelit al lui Saturn. Este al 24-lea dintre cei 83 de sateliți cunoscuți ai lui Saturn. Cu un diametru estimat la 1.469 km, este al treilea satelit ca mărime al lui Saturn și al unsprezecelea ca mărime din Sistemul Solar. Numit după Titanul Iapetus, satelitul a fost descoperit în 1671 de Giovanni Domenico Cassini.
Un corp de densitate relativ scăzută format în mare parte din gheață, Iapetus găzduiește mai multe caracteristici distinctive și neobișnuite, cum ar fi o diferență izbitoare de colorare între emisfera sa anterioară, care este întunecată, și emisfera posterioară, care este strălucitoare, precum și o creastă ecuatorială masivă care se întinde pe trei sferturi în jurul satelitului.

## Descoperire

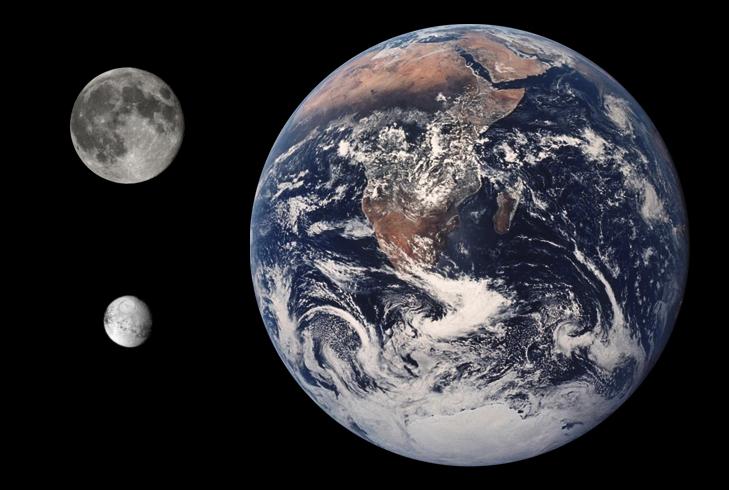
Compararea dimensiunilor Pământului, Lunii și a lui Iapetus (stânga jos).

Iapetus a fost descoperit de Giovanni Domenico Cassini, un astronom francez de origine italiană, în octombrie 1671. Îl descoperise pe partea de vest a lui Saturn și a încercat să îl vadă pe partea de est câteva luni mai târziu, dar nu a reușit. Așa a fost și în anul următor, când a reușit să-l observe pe partea de vest, dar nu și pe cea de est. În cele din urmă, Cassini l-a observat pe Iapetus pe partea de est în 1705, cu ajutorul unui telescop îmbunătățit, găsind că acesta este cu două magnitudini mai slab pe acea parte.  
Cassini a presupus în mod corect că Iapetus are o emisferă strălucitoare și o emisferă întunecată și că este în rotație sincronă, păstrând întotdeauna aceeași față către Saturn. Aceasta înseamnă că emisfera strălucitoare este vizibilă de pe Pământ atunci când Iapetus se află pe partea de vest a lui Saturn și că emisfera întunecată este vizibilă când Iapetus este pe partea de est. Emisfera întunecată a fost numită mai târziu Cassini Regio în onoarea sa. 

## Nume
Iapetus este numit după Titanul Iapetus din mitologia greacă. Numele a fost sugerat de John Herschel (fiul lui William Herschel, descoperitorul lui Mimas și Enceladus ) în publicația sa din 1847 Results of Astronomical Observations made at the Cape of Good Hope, în care a susținut denumirea sateliților lui Saturn după Titanii, frații și surorile Titanului Cronos (pe care romanii l-au echivalat cu zeul lor Saturn).
Numele are o variantă în mare parte învechită, Japetus  /ˈdʒa.pe.tus/, cu o formă adjectivală Japetian. Acestea apar pentru că nu a existat nicio distincție între literele ⟨i⟩ și ⟨j⟩ în latină, iar autorii le-au redat diferit.
Când a fost descoperit pentru prima dată, Iapetus a fost printre cei patru sateliți saturnieni etichetați Sidera Lodoicea de către descoperitorul lor Giovanni Cassini după regele Ludovic al XIV-lea (ceilalți trei erau Tethys, Dione și Rhea). Cu toate acestea, astronomii au căzut în obiceiul de a se referi la ei folosind numere romane, Iapetus fiind Saturn V. Odată ce Mimas și Enceladus au fost descoperiți în 1789, schema de numerotare a fost extinsă și Iapetus a devenit Saturn VII. Și odată cu descoperirea lui Hyperion în 1848, Iapetus a devenit Saturn VIII, după care este cunoscut și astăzi (vezi denumirea sateliților).
Formele de relief de pe Iapetus sunt numite după personaje și locuri din poemul epic francez Cântecul lui Roland. Exemple de nume folosite includ craterele Charlemagne și Baligant și regiunea luminoasă nordică, Roncevaux Terra. Singura excepție este Cassini Regio, regiunea întunecată a lui Iapetus, numită după descoperitorul regiunii și al satelitului, Giovanni Cassini.

## Orbită
Orbita lui Iapetus este oarecum neobișnuită. Deși este al treilea satelit ca mărime al lui Saturn, orbitează mult mai departe de Saturn decât următorul cel mai apropiat satelit important, Titan. Are, de asemenea, cel mai înclinat plan orbital dintre sateliții obișnuiți; doar sateliții exteriori neregulați precum Phoebe au orbite mai înclinate. Din cauza acestei orbite îndepărtate, înclinate, Iapetus este singurul satelit mare de pe care inelele lui Saturn ar fi clar vizibile; de pe ceilalți sateliți interiori, inelele ar fi coplanare cu satelitul și greu de văzut. Cauza acestei orbite foarte înclinate a lui Iapetus este necunoscută; cu toate acestea, nu este probabil să fi fost capturat. O sugestie pentru cauza înclinării orbitale a lui Iapetus este o apropiere între Saturn și o altă planetă. 

## Caracteristici fizice
Densitatea scăzută a lui Iapetus indică faptul că este compus în mare parte din gheață, cu doar o cantitate mică (~20%) de materiale de rocă. 
Spre deosebire de majoritatea sateliților mari, forma sa generală nu este nici sferică, nici elipsoidă, ci are o talie bombată și polii aplatizați.  Creasta sa ecuatorială unică (vezi mai jos) este atât de înaltă încât distorsionează vizibil forma lui Iapetus chiar și atunci când este privit de la distanță. Aceste forme de relief îl fac adesea să fie caracterizat ca având formă de nucă.
Iapetus este puternic craterizat, iar imaginile Cassini au scos la iveală bazine mari de impact, dintre care cel puțin cinci au peste 350 km (220 mi) lățime. Cel mai mare, Turgis, are un diametru de 580 km (360 mi);  marginea sa este extrem de abruptă și include un scarp de aproximativ 15 km (9,3 mi) înălțime.  Se știe că Iapetus are alunecări de teren lungi sau sturzstrom, posibil susținute de alunecarea gheții. 

Hartă în coloare îmbunătățită (27.6 MB). Emisfera anterioară este la dreapta.

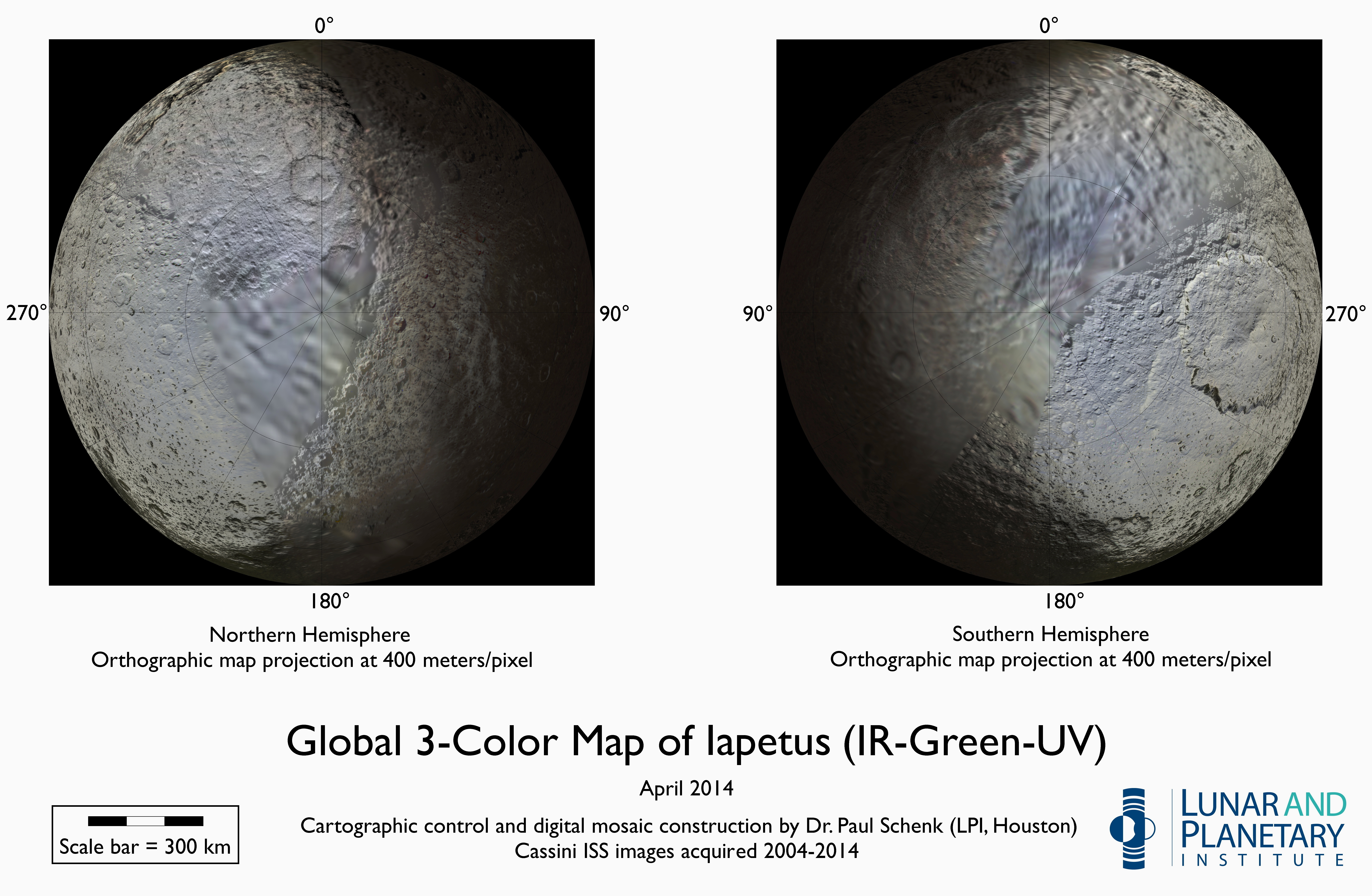
Hărți în coloare îmbunătățită cu emisferele nordice și sudice

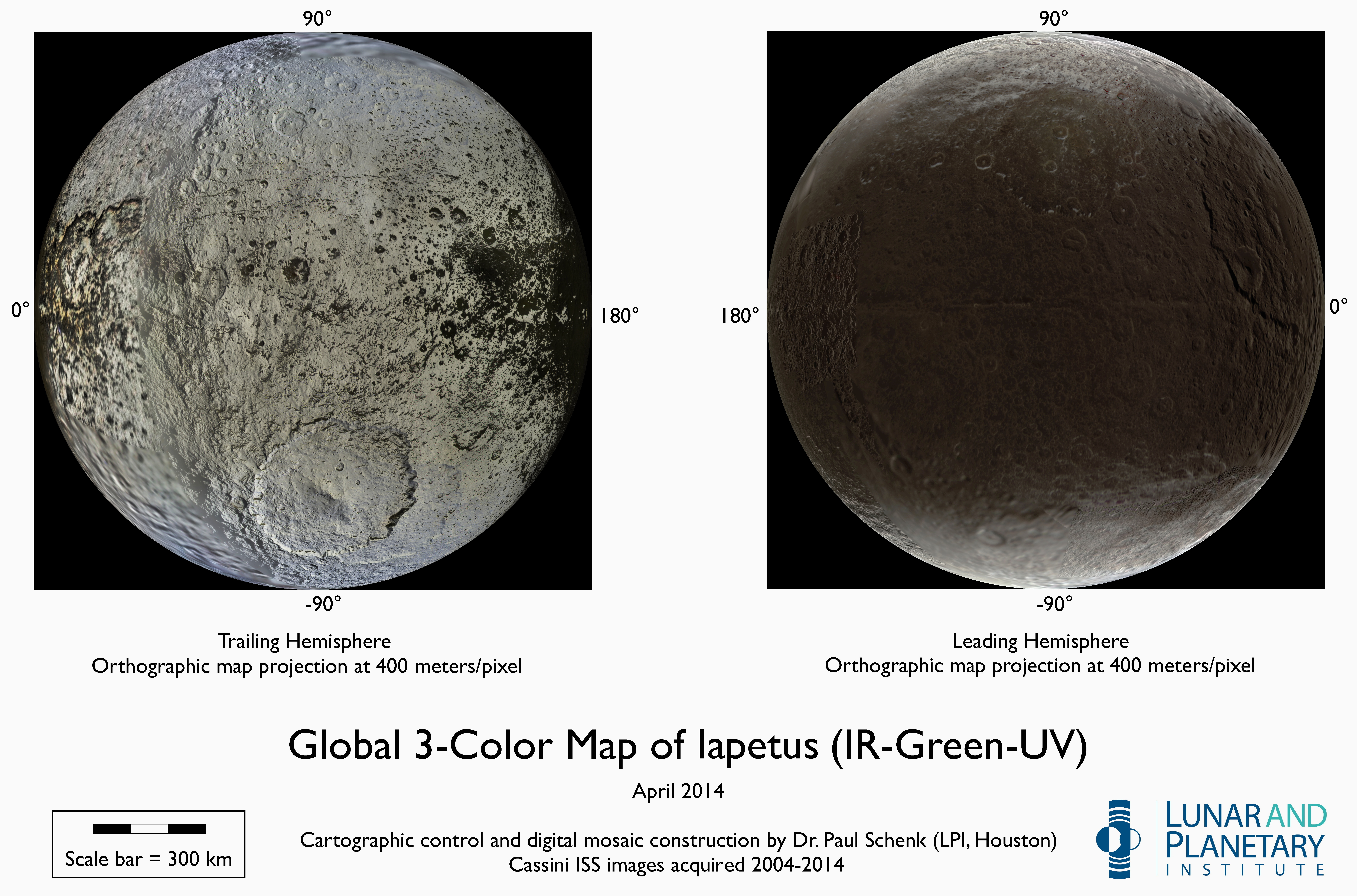
Hărți în coloare îmbunătățită cu emisfera posterioară și emisfera anterioară

### Colorarea în două tonuri

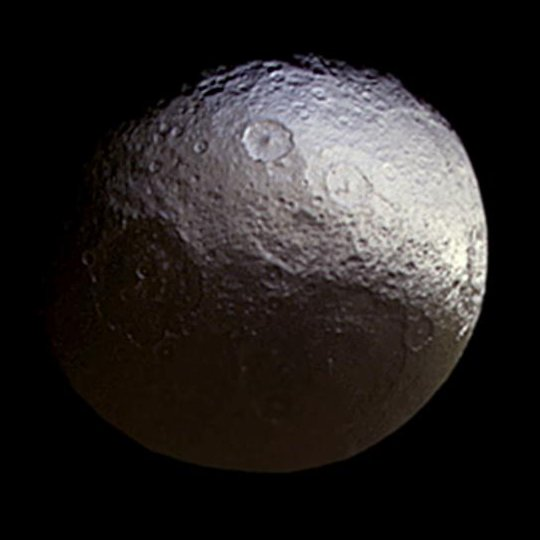
Imagine în culori naturale a lui Iapetus

În secolul al XVII-lea, Giovanni Cassini a observat că îl putea vedea pe Iapetus doar pe partea de vest a lui Saturn și niciodată pe cea de est. El a dedus corect că Iapetus este blocat într-o rotație sincronă în jurul lui Saturn și că o parte a lui Iapetus este mai întunecată decât cealaltă, concluzii confirmate ulterior de telescoape mai mari.

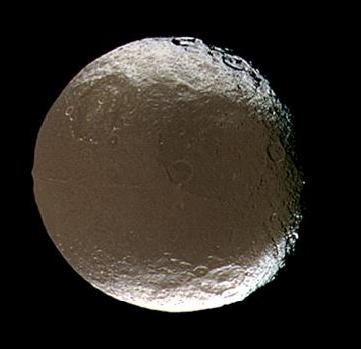
Vedere a lui Cassini Regio. Cratere mari vizibile includ Falsaron (stânga sus), Turgis (peste și în dreapta centrului) și Ganelon (dreapta jos)

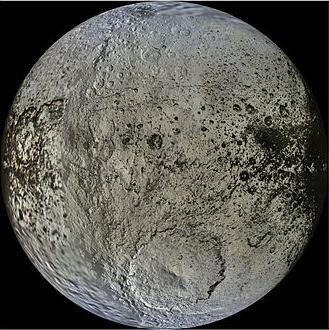
Regiunile luminoase ale lui Iapetus. Roncevaux Terra este sus (nord); Saragossa Terra cu bazinul său proeminent Engelier, al doilea ca mărime al lui Iapetus, se află în partea de jos.

Diferența de colorare dintre cele două emisfere iapetiene este izbitoare. Emisfera anterioară și părțile laterale sunt întunecate ( albedo 0,03–0,05) cu o culoare ușor roșiatică -maro, în timp ce cea mai mare parte a emisferei posterioare și a polilor sunt strălucitoare (albedo 0,5–0,6, aproape la fel de strălucitoare ca Europa ). Astfel, magnitudinea aparentă a emisferei posterioare este de aproximativ 10,2, în timp ce cea a emisferei anterioare este de aproximativ 11,9 - dincolo de capacitatea celor mai bune telescoape din secolul al XVII-lea. Modelul de colorare este analog cu un simbol yin-yang sferic sau cu cele două secțiuni ale unei mingi de tenis. Regiunea întunecată se numește Cassini Regio, iar regiunea luminoasă este împărțită în Roncevaux Terra la nord de ecuator și Saragossa Terra la sud de acesta. Înainte ca observațiile optice să poată fi făcute de către sondele spațiale, teoriile despre motivul acestei dihotomii au inclus un asteroid care tuns o parte din scoarța satelitului.  Se crede că materialul întunecat inițial a venit din afara lui Iapetus, dar acum constă în principal din întârzierea de la sublimarea gheții din zonele mai calde ale suprafeței lui Iapetus.    Conține compuși organici similari cu substanțele găsite în meteoriții primitivi sau pe suprafețele cometelor; Observațiile de pe Pământ au arătat că este carbonioasă și probabil include ciano-compuși, cum ar fi polimerii de cianuri de hidrogen înghețate.

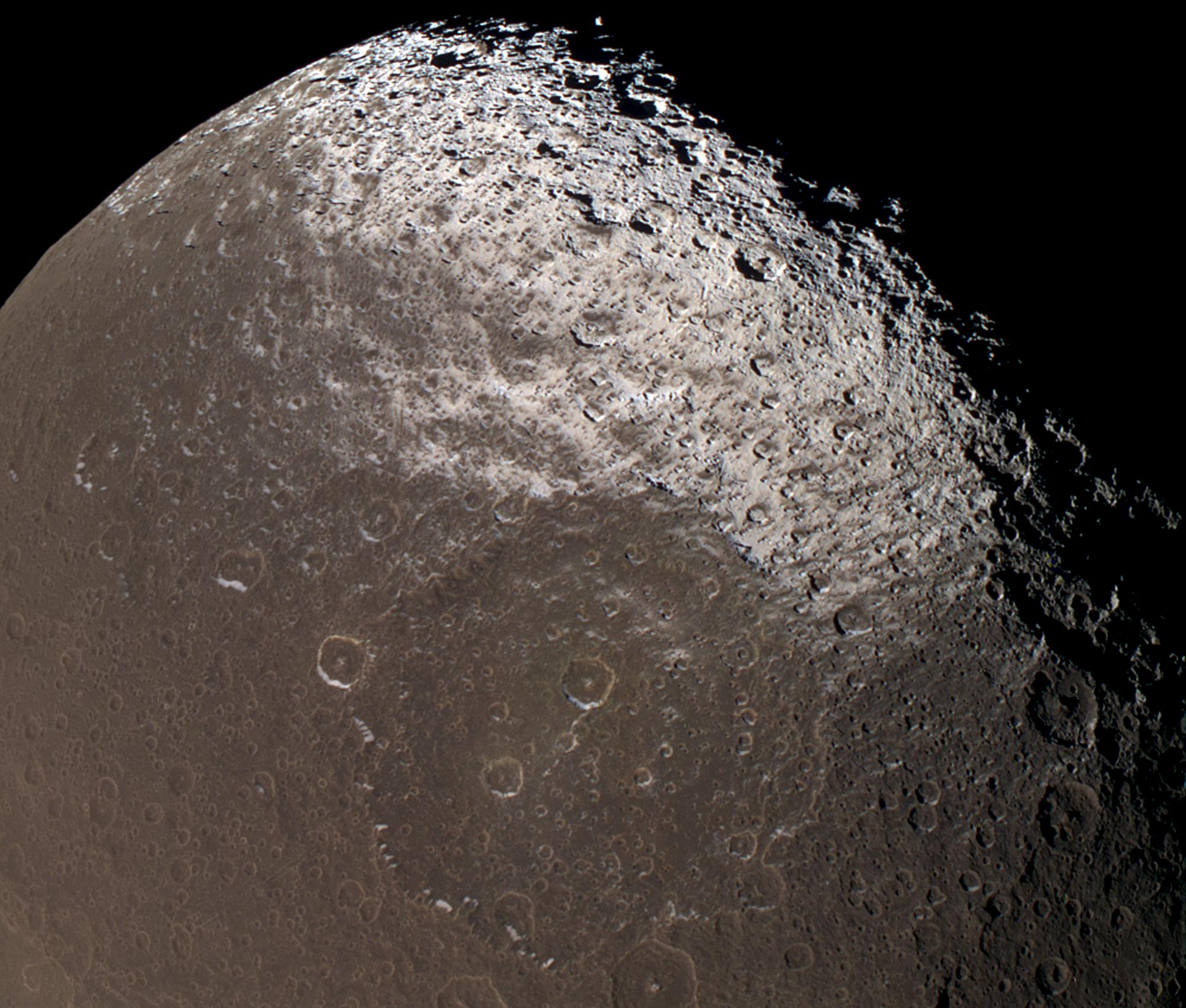
Prim-plan al regiunii polare nordice, cu marele crater de impact Falsaron aproape de josul imaginii

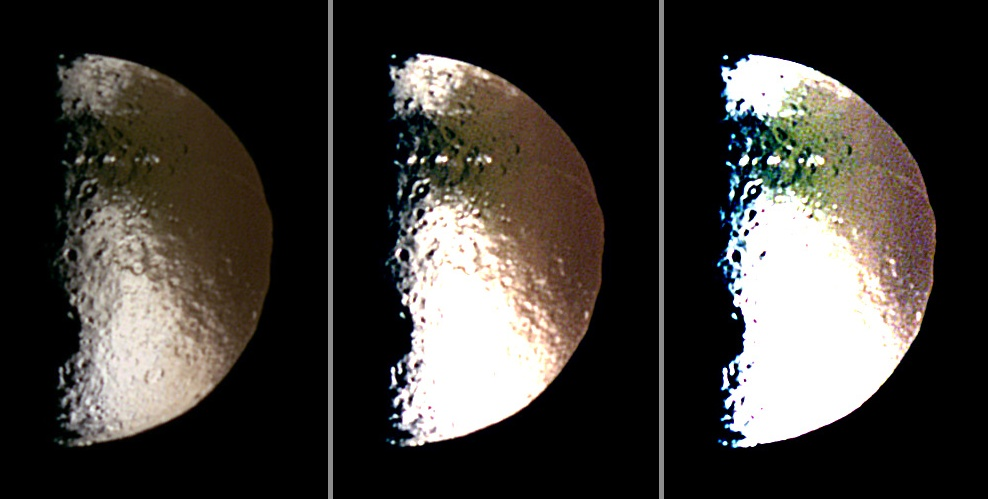
Dihotomia de culori a lui Iapetus. Culoarea mai roșie a emisferei anterioare poate fi văzută în zonele luminoase într-o imagine cu contrast mai mic (stânga) și în zonele întunecate în imaginile cu contrast mai mare (dreapta).

Pe 10 septembrie 2007, orbiterul Cassini a trecut la 1,227 kilometri (0,762 mi) de Iapetus și a trimis imagini care arată că ambele emisfere sunt puternic craterizate.  Dihotomia de culoare a petelor împrăștiate de material deschis și întunecat în zona de tranziție dintre Cassini Regio și zonele luminoase există la scări foarte mici, până la rezoluția imaginii de 30 metri (98 ft). Există umplutură de material întunecat în regiunile joase și material deschis pe versanții slab iluminați ai craterelor orientate spre poli, dar nu există nuanțe de gri.  Materialul întunecat este un strat foarte subțire, gros de doar câțiva zeci de centimetri (aproximativ 30 cm) cel puțin în unele zone,  conform imaginilor radar Cassini și a faptului că impacturi foarte mici de meteori au pătruns în gheața de dedesubt.  
O ipoteză mai bună este că materialul întunecat este reziduu de la sublimarea (evaporarea) gheții de pe suprafața lui Iapetus,   posibil întunecat și mai mult la expunerea la lumina soarelui. Din cauza rotației sale lente de 79 de zile (egală cu revoluția sa și cea mai lungă din sistemul Saturnian), Iapetus ar fi avut cea mai caldă temperatură de suprafață în timpul zilei și cea mai rece temperatură pe timp de noapte în sistemul Saturnian chiar înainte de dezvoltarea contrastului de culoare; lângă ecuator, absorbția căldurii de către materialul întunecat are ca rezultat o temperatură în timpul zilei de 129 K (−144 °C) in întunecata Cassini Regio, comparativ cu 113 K (−160 °C) în regiunile luminoase.   Diferența de temperatură înseamnă că gheața se sublimă de preferință din Cassini Regio, și se depune în zonele luminoase și mai ales la polii și mai reci. Pe perioade de timp geologice, acest lucru ar întuneca și mai mult Cassini Regio și ar lumina restul lui Iapetus, creând un proces termic scăpat de sub control cu feedback pozitiv de contrast tot mai mare în albedo, terminându-se cu toată gheața expusă fiind pierdută din Cassini Regio.  Se estimează că pe o perioadă de un miliard de ani la temperaturile actuale, zonele întunecate ale lui Iapetus ar pierde aproximativ 20 metri (70 ft) de gheață de la sublimare, în timp ce regiunile luminoase ar pierde doar 10 cm, neavând în vedere gheața transferată din regiunile întunecate.   Acest model explică distribuția zonelor luminoase și întunecate, absența nuanțelor de gri și subțirimea materialului întunecat care acoperă Cassini Regio. Redistribuirea gheții este facilitată de gravitația slabă a lui Iapetus, ceea ce înseamnă că la temperatura ambiantă o moleculă de apă poate migra dintr-o emisferă în alta în doar câteva salturi. 
Cu toate acestea, ar fi necesar un proces separat de segregare a culorilor pentru a începe feedback-ul termic. Se crede că materialul întunecat inițial ar fi fost resturi aruncate de meteoriți de pe micii sateliți exteriori pe orbite retrograde și prinse de emisfera anterioară a lui Iapetus. Nucleul acestui model are aproximativ 30 de ani și a fost reînviat de zborul din septembrie 2007.  
Resturile deschise din afara orbitei lui Iapetus, fie eliberate de pe suprafața satelitului de impacturi cu micrometeoroiți, fie create într-o coliziune, s-ar apropia în spirală pe măsură ce orbita lor se dezintegra. Ar fi devenit închis de la expunerea la lumina soarelui. O parte din orice astfel de material care a traversat orbita lui Iapetus ar fi fost prinsă de emisfera sa anterioară, acoperindu-l; odată ce acest proces a creat un contrast modest în albedo și astfel un contrast în temperatură, feedback-ul termic descris mai sus ar fi intrat în joc și ar fi exagerat contrastul.   În sprijinul ipotezei, modele numerice simple ale proceselor de depunere exogenă și redistribuire termală a apei pot prezice îndeaproape aspectul în două tonuri al lui Iapetus.  O dihotomie subtilă de culori între emisfera anterioară și cea posterioară ale lui Iapetus, prima fiind mai roșiatică, poate fi de fapt observată în comparații între zonele luminoase și întunecate ale celor două emisfere.  Spre deosebire de forma eliptică a lui Cassini Regio, contrastul de culoare urmează îndeaproape limitele emisferei; gradația dintre regiunile diferit colorate este graduală, pe o scară de sute de kilometri.  Următorul satelit spre interior de la Iapetus, care se rotește haotic Hyperion, are, de asemenea, o culoare roșiatică neobișnuită.

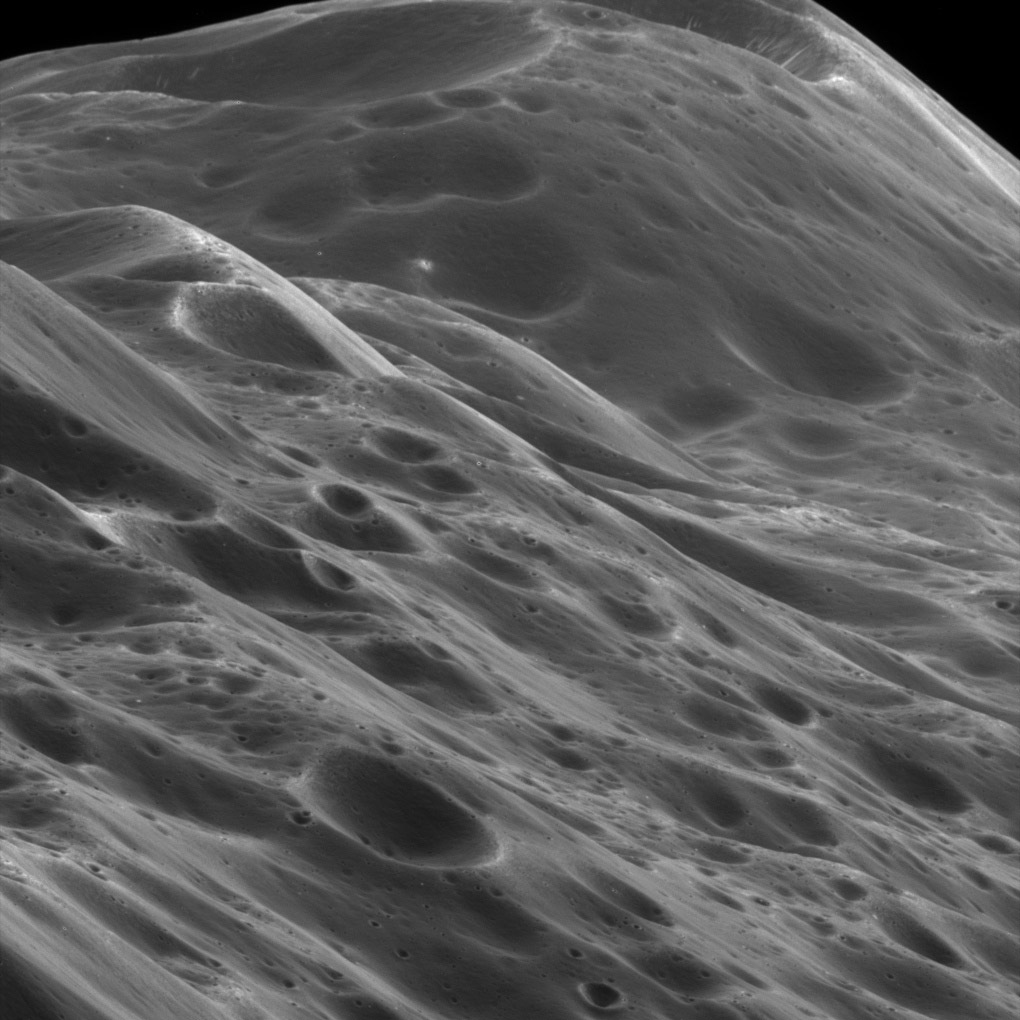
Prim-plan cu munții de din creasta ecuatorială din regiunea întunecată a lui Iapetus

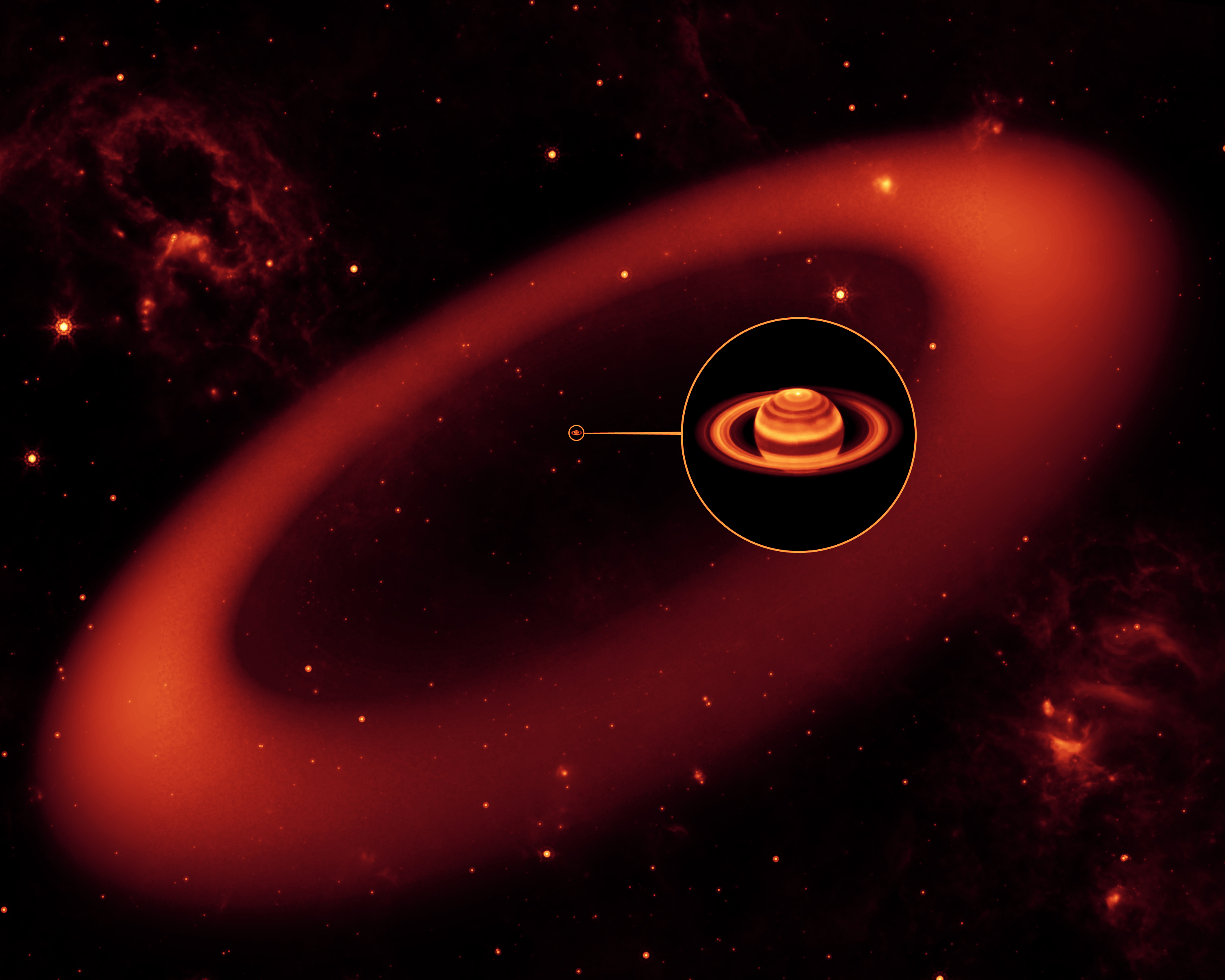
Impresie artistică a inelului Phoebe, mult mai mare inelele principale ale lui Saturn

Cel mai mare rezervor de astfel de material în cădere este Phoebe, cel mai mare dintre sateliții exteriori. Deși compoziția lui Phoebe este mai apropiată de cea a emisferei strălucitoare a lui Iapetus decât a celei întunecate,  ar fi nevoie de praful de la Phoebe doar pentru a stabili un contrast în albedo și, probabil, ar fi fost în mare măsură ascuns de sublimarea ulterioară. Descoperirea unui disc rarefiat de material în planul și chiar în interiorul orbitei lui Phoebe a fost anunțată pe 6 octombrie 2009,  susținând modelul.  Discul se extinde de la 128 la 207 ori mai mare decât raza lui Saturn, în timp ce Phoebe orbitează la o distanță medie de 215 raze ale lui Saturn. A fost detectat cu telescopul spațial Spitzer.

### Formă generală
Măsurătorile triaxiale curente ale lui Iapetus îi conferă dimensiuni radiale de 746 × 746 × 712 km (464 × 464 × 442 mi), cu o rază medie de 734.5 ± 2.8 km. Cu toate acestea, aceste măsurători pot fi inexacte la scara kilometrică, deoarece întreaga suprafață a lui Iapetus nu a fost încă fotografiată la o rezoluție suficient de mare. Oblatația observată ar fi în concordanță cu echilibrul hidrostatic dacă Iapetus ar avea o perioadă de rotație de aproximativ 16 ore, dar nu are; perioada sa actuală de rotație este de 79 de zile. O posibilă explicație pentru aceasta este că forma lui Iapetus a fost înghețată prin formarea unei scoarțe groase la scurt timp după formarea sa, în timp ce rotația sa a continuat să încetinească ulterior din cauza disipării mareice, până când a intrat în rotație sincronă. 

### Creastă ecuatorială

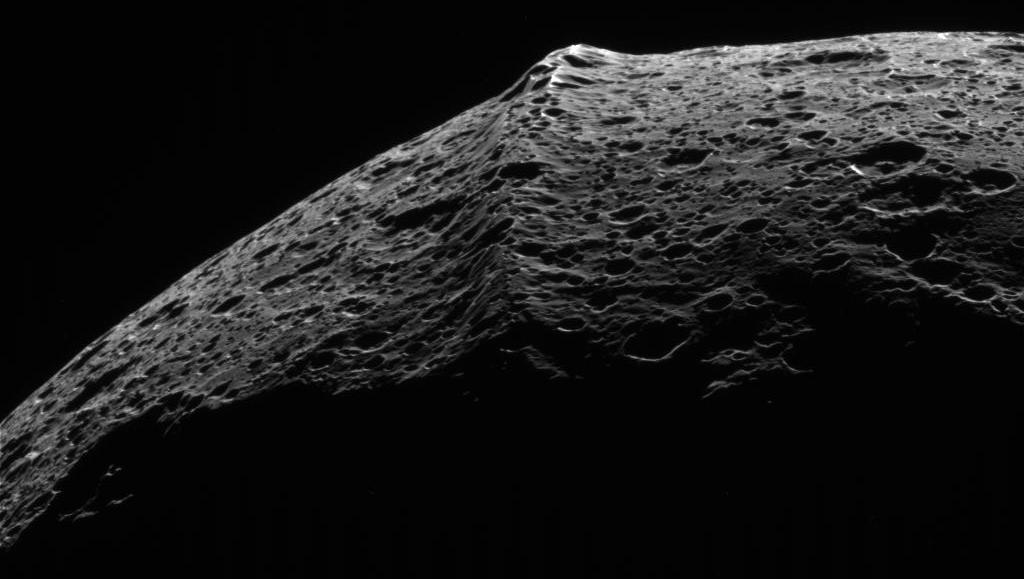
Prim-plan al crestei ecuatoriale

Un alt mister al lui Iapetus este creasta ecuatorială care se întinde de-a lungul centrului lui Cassini Regio, la aproximativ 1.300 km (810 mi) lungime, 20 km (12 mi) lățime și 13 km (8,1 mi) înălțime. A fost descoperit când nava spațială Cassini l-a fotografiat pe Iapetus pe 31 decembrie 2004. Vârfurile din creastă se ridică la peste 20 km (12 mi) deasupra câmpiilor din jur, făcându-i unul dintre cei mai înalți munți din Sistemul Solar. Creasta formează un sistem complex care include vârfuri izolate, segmente de peste 200 km (120 mi) și secțiuni cu trei creste aproape paralele.  În regiunile luminoase nu există creasta, dar există o serie de vârfuri izolate de 10 km (6,2 mi) de-a lungul ecuatorului.  Sistemul de creastă este puternic craterizat, ceea ce indică faptul că este vechi. Bombarea ecuatorială proeminentă îi conferă lui Iapetus un aspect asemănător unei nuci.
Nu este clar cum s-a format creasta. O dificultate este de a explica de ce urmează ecuatorul aproape perfect. Există cel puțin patru ipoteze actuale, dar niciuna dintre ele nu explică de ce creasta este limitată la Cassini Regio.

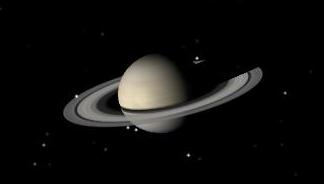
Simulare pe computer a apariției lui Saturn de pe Iapetus atunci când acesta se află în punctul „cel mai înalt” al orbitei sale înclinate. Inelele lui Saturn sunt clar vizibile (de pe ceilalți sateliți mari poate fi văzută doar marginea lor).

- O echipă de oameni de știință asociați cu misiunea Cassini au susținut că creasta ar putea fi o rămășiță a formei aplatizate a tânărului Iapetus, când se rotea mai rapid decât în prezent. [43] Înălțimea crestei sugerează o perioadă de rotație maximă de 17 ore. Dacă Iapetus s-a răcit suficient de repede pentru a păstra creasta, dar a rămas plastic suficient de mult pentru ca mareele ridicate de Saturn să fi încetinit rotația până la rotația sincronă curentă de 79 de zile, Iapetus trebuie să fi fost încălzit de dezintegrarea radioactivă a aluminiului-26. Acest izotop pare să fi fost abundent în nebuloasa solară din care s-a format Saturn, dar de atunci s-a dezintegrat tot. Cantitățile de aluminiu-26 necesare pentru a-l încălzi pe Iapetus la temperatura necesară oferă o dată provizorie pentru formarea sa în raport cu restul Sistemului Solar: Iapetus trebuie să se fi acretat mai devreme decât se aștepta, la doar două milioane de ani după ce asteroizii au început să se formeze.
- Creasta ar putea fi un material de gheață care a apărut de sub suprafață și apoi s-a solidificat. [44] Dacă s-ar fi format departe de poziția ecuatorului la momentul respectiv, această ipoteză necesită ca axa de rotație să fi fost condusă la poziția sa actuală de către creastă.
- Iapetus ar fi putut avea un sistem de inele în timpul formării sale datorită sferei sale Hill mari de ~ 49 de raze Iapetiene și că creasta ecuatorială a fost apoi produsă prin acreția prin coliziune a acestui inel. [45]
- Creasta și umflătura sunt rezultatul unei răsturnări convective antice. Această ipoteză afirmă că umflătura se află într-un echilibru izostatic tipic pentru munții tereștrii. Înseamnă că sub umflătură există material de densitate scăzută (rădăcini). Greutatea umflăturii este compensată de forțele de flotabilitate care acționează asupra rădăcinilor. Creasta este, de asemenea, construită din materie mai puțin densă. Poziția sa de-a lungul ecuatorului este probabil rezultatul forței Coriolis care acționează asupra unui interior lichid al lui Iapetus. [46] [47]

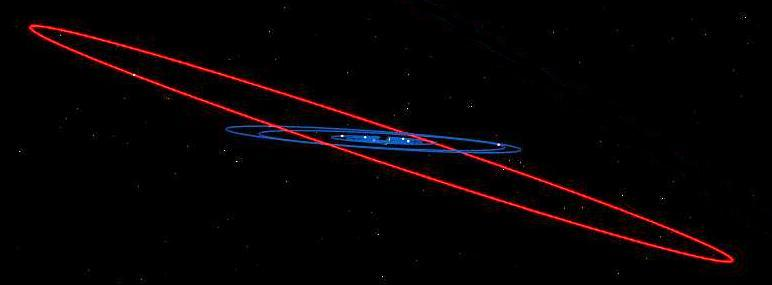
Vedere laterală a orbitei lui Iapetus (roșu) în comparație cu ceilalți sateliți mari, arătând înclinația sa neobișnuit de mare

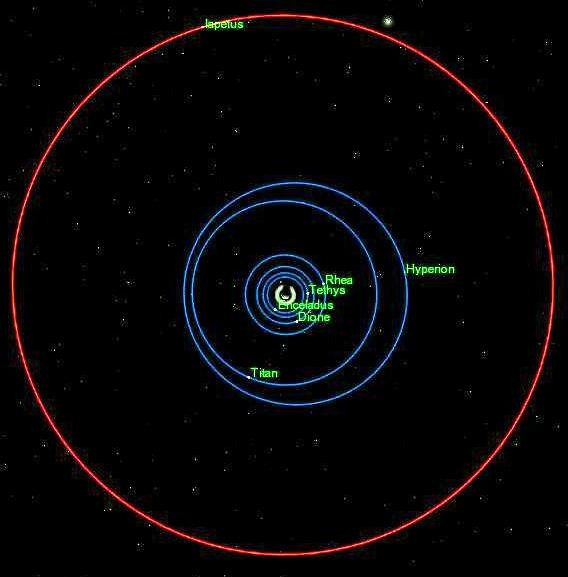
Vedere polară a orbitei lui Iapetus (roșu) în comparație cu ceilalți sateliți mari ai lui Saturn

## Formare
Se crede de obicei că sateliții lui Saturn s-au format prin co-acreție, un proces similar cu cel despre care se crede că a format planetele din Sistemul Solar. Pe măsură ce tinerii giganți gazosi s-au format, ei au fost înconjurați de discuri de material care s-au acretat treptat în sateliți. Cu toate acestea, un model propus pentru formarea lui Titan sugerează că Titan s-a format în schimb într-o serie de impacturi gigantice dintre sateliții preexistenți. Se crede că Iapetus și Rhea s-au format dintr-o parte din resturile acestor ciocniri.  Totuși, studii mai recente sugerează că toți sateliții lui Saturn interiori lui Titan nu au mai mult de 100 de milioane de ani; astfel, este puțin probabil ca Iapetus să se fi format în aceeași serie de ciocniri ca Rhea și toți ceilalți sateliți interiori lui Titan și, împreună cu Titan, pot fi un satelit primordial. 

## Explorare
Iapetus a fost fotografiat de mai multe ori de la distanțe moderate de către orbiterul Cassini. Cu toate acestea, distanța sa mare de la Saturn face dificilă observarea atentă. Cassini a făcut un zbor apropiat țintit, la o rază minimă de 1,227 kilometri (0,762 mi), pe 10 septembrie 2007. 

## În cultura populară
Monolitul prezentat în punctul culminant al romanului lui Arthur C. Clarke din 1968 2001: A Space Odyssey este situat pe Iapetus.
O echipă de oameni de știință îl explorează pe Iapetus în The Saturn Game, o novelă science-fiction de Poul Anderson (1981).
Iapetus este, de asemenea, locul desfășurării acțiunii pentru povestea scriitoarei cehe Julie Nováková „The Long Iapetan Night”, publicată în ediția din noiembrie 2020 a revistei Asimov's Science Fiction. 